# Romagny (Haut-Rhin)
Romagny település Franciaországban, Haut-Rhin megyében. Lakosainak száma 275 fő (2022. január 1.). Romagny Valdieu-Lutran, Magny, Manspach, Chavannes-les-Grands és Retzwiller községekkel határos.

## Népesség
A település népessége az elmúlt években az alábbi módon változott:
| Lakosok száma | 232  | 245  | 257  | 263  | 269  | 280  | 280  | 278  | 275  |
|               | 2013 | 2015 | 2016 | 2017 | 2018 | 2019 | 2020 | 2021 | 2022 |